# Павел (Поспелов)
Епи́скоп Па́вел (в миру Пётр Заха́рьевич Поспе́лов; 11 (23) января 1855, село Озёр, Лодейнопольский уезд, Олонецкая губерния — 30 марта 1927, Шацк, Тамбовская губерния) — епископ Русской православной церкви, епископ Шацкий, викарий Тамбовской епархии.

## Биография
В метрической книги Озерского прихода Лодейнопольского уезда Олонецкой губернии имеется запись о рождении от 11 января 1854 г., крещеного 13 января. В семье дьячка Озерского погоста Захария Васильева Поспелова и его законной жены Параскевы Герасимовой, сына Поспелова Петра. Отец дьячек впоследствии ставший священником.
В 1876 году окончил Олонецкую духовную семинарию и 16 сентября того же года определён на должность иподиакона Петрозаводского кафедрального собора. 22 сентября того же года назначен учителем церковного пения Петрозаводского духовного училища. Вступил в брак.
6 февраля 1877 года рукоположен в сан диакона, 29 мая того же года — в сан священника; причислен к кафедральному собору сверх штата.
12 октября того же года назначен учителем арифметики в Петрозаводском духовном училище.
16 мая 1881 года назначен настоятелем Петропавловской церкви на Марциальных водах в селе Кончезеро Петрозаводского уезда; проходил должности законоучителя Петрозаводского женского приходского училища, Петрозаводского Николаевского женского приюта, помощника миссионера, законоучителя и заведующего Кончезерского училища.
22 января 1886 года назначен духовником Олонецкой духовной семинарии. 11 сентября 1886 года одновременно назначен законоучителем образцовой школы при данной семинарии.
В 1887 году поступил в Санкт-Петербургскую духовную академию. 26 октября (7 ноября) 1890 года, обучаясь на третьем курсе духовной академии, пострижен в монашество с именем Павел. В 1891 году окончил академию со степенью кандидата богословия и назначен инспектором Санкт-Пербургской духовной семинарии.
10 сентября 1893 года возведён в сан архимандрита и определён настоятелем Виленского Свято-Духова монастыря; 6 октября того же года назначен ректором Виленской духовной семинарии.
С июля по ноябрь 1895 года был ректором в Санкт-Петербургской духовной семинарии.
9 ноября 1897 года назначен епископом Старицким, викарием Тверской епархии. 21 ноября (3 декабря) 1897в Санкт-Петербурге состоялась его епископская хиротония, которую совершили: митрополит Санкт-Петербургский Палладий (Раев), епископ Гурий (Охотин), епископ Тверской Димитрий (Самбикин), епископ Олонецкий Назарий (Кириллов), епископ Нарвский Иоанн (Кратиров), епископ Ямбургский Вениамин (Муратовский).
11 (23) декабря 1899 года уволен на покой.
18 ноября (1 декабря) 1903 года назначен в помощь больному епископу Пермскому Иоанну (Алексееву), впредь до его выздоровления, с наименованием епископом Кунгурским. С 17 (30) января 1905 года — епископ Глазовский, викарий Вятской епархии, и одновременно настоятель Вятского Успенского монастыря. 8 (21) октября 1910 года возглавил Юбилейный комитет по подготовке празднования 300-летнего юбилея со дня преставления преподобного Трифона Вятского, созданный по инициативе епископа Вятского и Слободского Филарета «для собрания необходимых материалов и выработки программы юбилейного торжества».
7 июня 1918 года назначен епископом Козловским, викарием Тамбовской епархии.
В 1918 году епископ Тамбовский Зиновий (Дроздов) обращается к Патриарху Тихону с докладом, в которых просил учредить в Тамбовской епархии два новых полусамостоятельных викариатства — Липецкое и Сасовское. Решение о разделе Тамбовской епархии на полусамостоятельные викариатства было принято Патриархом, Священным Синодом и Высшим Церковным Советом 28 ноября 1919 года: кафедр в Липецке и Сасове создано не было, была лишь организована полусамостоятельная епархия с центром в Шацке, куда и был перемещён из Козлова епископ Павел.
Выступил против обновленческого раскола, за что Тамбовским епархиальным управлением был уволен с кафедры. Однако Указом ВЦУ от 12/25.09.1922 г. это постановление было отменено, «как незаконное, с указанием, что право увольнения епископов подлежит исключительно Высшему Церковному Управлению». Но вскоре епископ Павел был выслан «на покой в Олонецкую губернию», в результате чего, по утверждению обновленцев, «положение дел в северных уездах [Тамбовской губернии] сильно изменилось к лучшему».
3 августа 1923 года Патриарх Тихон поручил епископу Иову (Рогожину) временное управление Шацким викариатством «до прибытия Еп. Павла». 8/21 сентября 1923 года епископ Павел вернулся в Шацк, 10/23 сентября служил там всенощную, а в полночь под воскресенье был арестован без указания причин распоряжением Рязанского ГПУ и препровождён в Рязань.
В 1923 году Шацкий уезд вошёл в состав Рязанской губернии, в связи с чем епископ Павел становится вторым викарием Рязанской епархии.
После всенощной, в ночь на воскресенье, 10/23 сентября епископ Павел был арестован без указания причин органами Рязанского ГПУ и препровождён в Рязань. Впоследствии освобождён.
После освобождения вернулся к управлению кафедрой, которой управлял до своей смерти.
Скончался 30 марта 1927 года от порока сердца. Погребён на Успенском кладбище Шацка у восточной стены алтаря Успенской церкви.